# Militär-Weltmeisterschaft Triathlon

Logo des CISM

Die CISM Militär-Weltmeisterschaft Triathlon wird jährlich vom Conseil International du Sport Militaire (CISM) durchgeführt.

## Organisation
Als weltweite Sportorganisation verantwortet der CISM die Durchführung der Militär-Weltmeisterschaften, sogenannte CISM-Weltmeisterschaften, in verschiedenen Sportarten. Seit 1995 organisiert der Conseil International du Sport Militaire alle vier Jahre die Militärweltspiele im Sommer.
Im Triathlon werden die Bewerbe über die olympische Distanz ausgetragen (1,5 km Schwimmen, 40 km Radfahren und 10 km Laufen). 2012 wurden die Militär-Weltmeisterschaft im August in der Schweiz in Lausanne ausgetragen. Im Oktober 2015 war die Austragung der „Military World Games“ in Südkorea. 2017 fand die 19. Austragung im deutschen Warendorf statt.
Im Juni 2018 war die 20. Austragung in Schweden.

## Siegerliste

### Militärweltmeisterschaft Triathlon
| N ° | Datum/Jahr    | Austragungsort     | Männer              | Männer           | Männer               | Frauen                 | Frauen                       | Frauen                     |
| N ° | Datum/Jahr    | Austragungsort     | Erster Platz        | Zweiter Platz    | Dritter Platz        | Erster Platz           | Zweiter Platz                | Dritter Platz              |
| --- | ------------- | ------------------ | ------------------- | ---------------- | -------------------- | ---------------------- | ---------------------------- | -------------------------- |
| 24  | 2023          | Frankreich         |                     |                  |                      |                        |                              |                            |
| 23  | Juni 2022     | Aguilas            |                     |                  |                      |                        |                              |                            |
| 22  | Mai 2021      | Lanzarote          |                     |                  |                      |                        |                              |                            |
| 21  | 27. Okt. 2019 | Wuhan              | Pierre Le Corre -2- | Marten Van Riel  | Dorian Coninx        | Jolanda Annen          | Jelena Alexandrowna Danilowa | Vittoria Lopes             |
| 20  | 17. Juni 2018 | Lidköping          | Pierre Le Corre     | Aurélien Raphael | Andrea Salvisberg    | Jelena Danilowa        | Vittoria Mello               | Chunyan Xiong              |
| 19  | 6. Aug. 2017  | Warendorf          | Justus Nieschlag    | Aurélien Raphael | Jonathan Zipf        | Emma Charayron -2-     | Agnieszka Jerzyk             | Pamelle Oliveira           |
| 18  | Mai 2021      | Pohang             |                     |                  |                      |                        |                              |                            |
| 17  | 25. Aug. 2012 | Lausanne           | Reinaldo Colucci    | Pierre Le Corre  | Wladimir Turbajewski | Pâmella Oliveira       | Agnieszka Jerzyk             | Charlotte Morel            |
| 16  | 2011          | Pohang             |                     |                  |                      |                        |                              |                            |
| 15  | 15. Juni 2008 | Otepää             | Andreas Raelert     | Maik Petzold     | Steffen Justus       | Joelle Franzmann       | Delphine Pelletier           | Camille Cierpik            |
| 14  | 21. Okt. 2007 | Hyderabad          | Giuseppe Ferraro    | Vasilev Lvan     | Andreas Giglmayr     | Lin Xing -2-           | Justine Whipple              | Eugeny Matveeva            |
| 13  | 10. Juli 2006 | Satenas            | Stéphane Poulat -2- | Sylvain Sudrie   | Marko Albert         | Lin Xing               | Delphine Pelletier           | Olga Alexejewna Dmitrijewa |
| 12  | 26. Juni 2005 | Ventura            | Stéphane Poulat     | Marko Albert     | Sylvain Dodet        | Nadia Cortassa         | Ricarda Lisk                 | Camille Cierpik            |
| 11  | 8. Juni 2004  | Belfort            | Sylvain Dodet -2-   | Cedric Deanaz    | Marko Albert         | Delphine Pelletier -2- | Ricarda Lisk                 | Olga Generalowa            |
| 10  | 30. Juli 2003 | Dronten            | Cedric Deanaz -2-   | Marko Albert     | Sebastian Dehmer     | Delphine Pelletier     | Lin Xing                     | Eva Bramböck               |
| 9   | 22. Juni 2002 | Otepää             | Cedric Deanaz -1-   | F. Chabaud       | R. Gohler            | Eva Bramböck           | S Meng                       | Lin Xing                   |
| 8   | 7. Juli 2001  | Murska Sobota      | Sylvain Dodet       | Stéphane Poulat  | Cedric Deanaz        | S. Gros                | Eva Bramböck                 | S. Ricco                   |
| 7   | 2000          | Sabaudia           |                     |                  | Maik Petzold         | Barbara Kösser         |                              |                            |
| 6   | 1997          | Zagreb             |                     |                  |                      |                        |                              |                            |
| 5   | 1998          | Kapelle-op-den-Bos |                     |                  |                      |                        |                              |                            |
| 4   | 1997          | Quimper            |                     |                  |                      |                        |                              |                            |
| 3   | 1995          | Roue               |                     |                  |                      |                        |                              |                            |
| 2   | 1994          | Kapelle-op-den-Bos |                     |                  |                      |                        |                              |                            |
| 1   | 1992          | Sembach            |                     |                  |                      |                        |                              |                            |

### Militärweltspiele Triathlon
Die Militärweltspiele (offiziell „Military World Games“) werden seit 1995 alle vier Jahre nach Vorbild der Olympischen Spiele im Sommer und seit 2010 alle vier Jahre im Winter durch den Militär-Weltsportverband ausgetragen. Dabei finden die Sommerspiele immer ein Jahr vor den Olympischen Sommerspielen statt, die Winterspiele werden im selben Jahr ausgetragen.
Bei den beiden ersten Austragungen 1995 und 1999 sowie wieder 2011 und 2015 gab es hier auch Bewerbe im Triathlon.
| N ° | Datum/Jahr    | Austragungsort | Männer              | Männer          | Männer           | Frauen           | Frauen                       | Frauen                  |
| N ° | Datum/Jahr    | Austragungsort | Erster Platz        | Zweiter Platz   | Dritter Platz    | Erster Platz     | Zweiter Platz                | Dritter Platz           |
| --- | ------------- | -------------- | ------------------- | --------------- | ---------------- | ---------------- | ---------------------------- | ----------------------- |
| 7   | 27. Okt. 2019 | Wuhan          | Pierre Le Corre -3- | Marten Van Riel | Dorian Coninx    | Jolanda Annen    | Jelena Alexandrowna Danilowa | Vittoria Lopes          |
| 6   | 10. Okt. 2015 | Pohang         | Pierre Le Corre -2- | Marten Van Riel | Aurélien Raphaël | Emmie Charayron  | Agnieszka Jerzyk             | Anastassija Abrossimowa |
| 5   | 24. Juli 2011 | Rio de Janeiro | Pierre Le Corre     | Gregory Rouault | Daniel Hofer     | Agnieszka Jerzyk | Carla Moreno                 | Maria Cześnik           |
| 4   | 2007          |                |                     |                 |                  |                  |                              |                         |
| 3   | 2003          |                |                     |                 |                  |                  |                              |                         |
| 2   | Aug. 1999     | Zagreb         |                     |                 |                  | Jasmine Hämmerle |                              |                         |
| 1   | 1995          | Rom            |                     |                 |                  |                  |                              |                         |

## Weltmeisterschaft Teamwertung
Bei den Männern ist Frankreich überlegen und konnte die Team-Weltmeisterschaft schon achtmal gewinnen.
Bei den Frauen konnte sich die Volksrepublik China den Titel schon fünfmal ins Land holen.

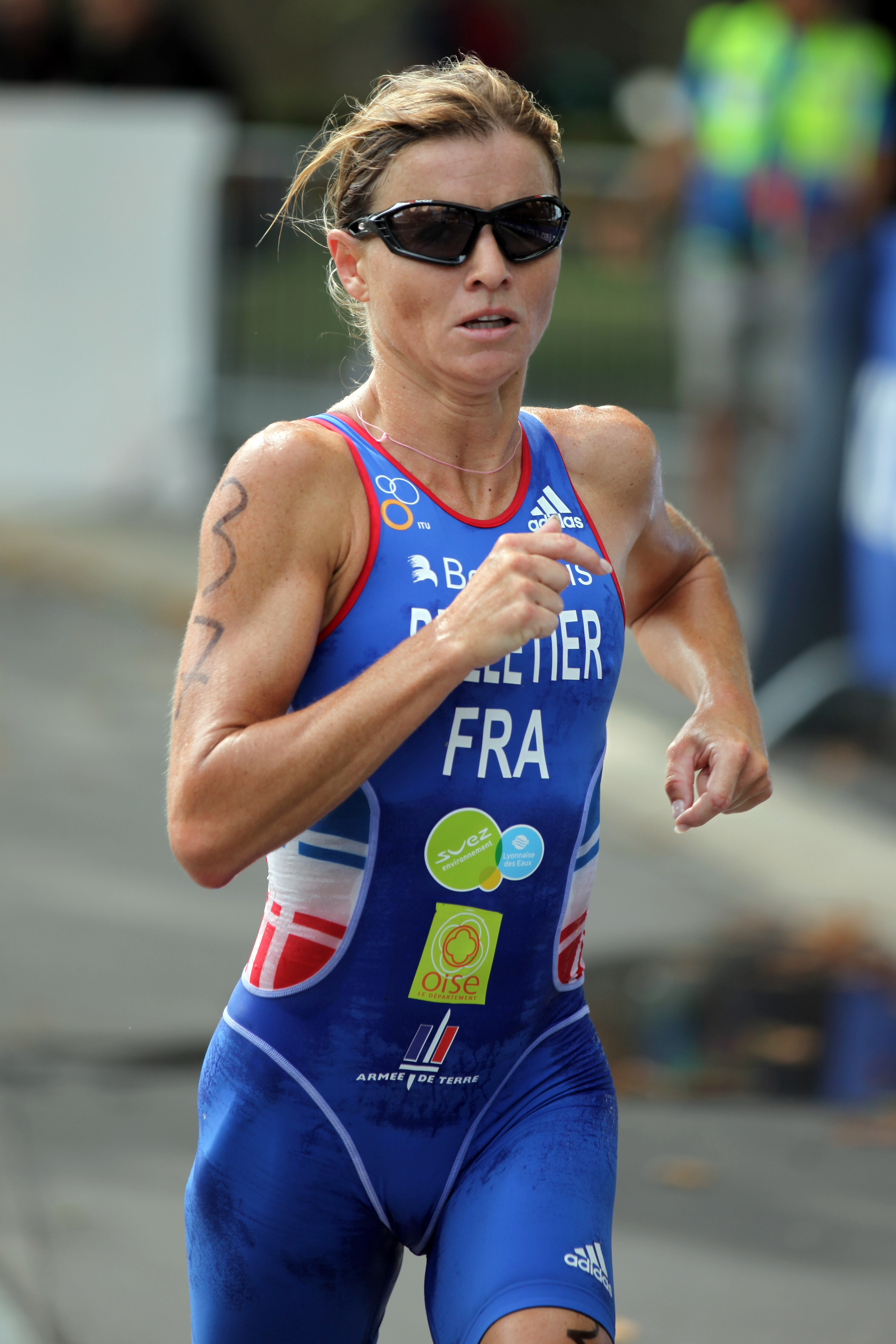
Die Französin Delphine Pelletier bei der Militär-Triathlon-WM in Lausanne (2012)

| Jahr | Männer         | Männer        | Männer        | Frauen                  | Frauen              | Frauen              |
| Jahr | Erster Platz   | Zweiter Platz | Dritter Platz | Erster Platz            | Zweiter Platz       | Dritter Platz       |
| ---- | -------------- | ------------- | ------------- | ----------------------- | ------------------- | ------------------- |
| 2019 | Russland -2-   | Frankreich    | Brasilien     | Brasilien               | Russland            | Volksrepublik China |
| 2018 | Russland       | Frankreich    | China         | Volksrepublik China -5- | Russland            | Brasilien           |
| 2015 | Südkorea       | Brasilien     | Belgien       | Russland -2-            | Volksrepublik China | Polen               |
| 2012 | Frankreich -8- | Brasilien     | Russland      | Volksrepublik China -4- | Polen               | Brasilien           |
| 2011 | Frankreich -7- | Brasilien     | Belgien       | Polen                   | Volksrepublik China | Brasilien           |
| 2008 | Deutschland    | Frankreich    | Russland      | Frankreich -3-          | Russland            | Deutschland         |
| 2007 | Italien        | Russland      | Frankreich    | Volksrepublik China -3- | Russland            | Frankreich          |
| 2006 | Frankreich -6- | Estland       | Russland      | Russland                | Frankreich          | Volksrepublik China |
| 2005 | Frankreich -5- | Italien       | Belgien       | Italien                 | Russland            | Vereinigte Staaten  |
| 2004 | Frankreich -4- | Deutschland   | Italien       | Frankreich -2-          | Italien             | Volksrepublik China |
| 2003 | Frankreich -3- | Deutschland   | Österreich    | Volksrepublik China -2- | Frankreich          | Vereinigte Staaten  |
| 2002 | Frankreich -2- | Deutschland   | Slowenien     | Volksrepublik China     | Italien             | Vereinigte Staaten  |
| 2001 | Frankreich     | Italien       | Österreich    | Frankreich              | Italien             | Vereinigte Staaten  |

## Nationale Organisationen
In nationalen Kadern erfolgt das Triathlon-Training und es werden sowohl Staatsmeisterschaften als auch internationale Bewerbe ausgetragen.

### Triathlon als Militärsport in Deutschland
Deutschland ist seit 1959 Mitglied im CISM und nimmt seitdem regelmäßig mit Bundeswehr-Auswahlmannschaften in unterschiedlichen Sportarten an Militär-Weltmeisterschaften teil und richtet Militärweltmeisterschaften aus.

### Triathlon als Militärsport in Österreich
Das Bundesheer ist seit dem Jahr 1958 Mitglied beim CISM und beschickt ebenfalls in verschiedenen Sportarten die Meisterschaften des CISM.

### Triathlon als Militärsport in Frankreich
Die französische Mannschaft ist die Equipe de France Militaire de Triathlon (EFM). Frankreich stellte in den vergangenen Jahren mit elf Goldmedaillen in der Mannschaftswertung (von 2001 bis 2012) eine der erfolgreichsten Mannschaften.